# La Toya
La Toya ist ein weiblicher Vorname.

## Herkunft und Verbreitung
Der Name ist das spanische Exonym der in der Ría de Arousa liegenden galicischen Ferieninsel Illa da Toxa („die Ginsterige“). Als Vorname ist er vor allem unter Hispanics in den Vereinigten Staaten gebräuchlich.

## Varianten
Neben der eigentlichen Form La Toya werden auch die Schreibvarianten LaToya und Latoya verwendet.

## Bekannte Namensträgerinnen
- LaToya Bond (* 1984), US-amerikanische Basketballspielerin
- La Toya Jackson (* 1956), US-amerikanische Popsängerin
- LaToya Thomas (* 1981), US-amerikanische Basketballspielerin
- Shari Latoya Watson (* 1986), barbadische Badmintonspielerin